# British International Helicopter Services
British International Helicopter Services Ltd. ist ein britischer Helikopter-Betreiber mit einer Flotte von sechs Hubschraubern und beschäftigt über 100 Mitarbeiter. BIH wird von Rigby Group PLC verwaltet und hat seinen Hauptsitz am Birmingham Airport.

## Geschichte
Das Unternehmen wurde ursprünglich als British Airways Helicopters im September 1985 von Robert Maxwell gegründet und im Jahre 1993, nach dem die Bank of Scotland die Finanzierung übernahm in British International Helicopters (BIH) umbenannt. BHI stellte auch die Piloten und Hubschrauber für die South Wales Police.
Im Juni 2013 wurde das Unternehmen von der Rigby Group PLC, eine Tochter der Patriot Aerospace erworben um seine bestehenden Luftfahrtaktivitäten zu ergänzen.
Bis zum 31. Oktober 2012 betrieb BIH auch den Liniendienst mit zwei Sikorsky S-61 zu der zweitgrößten Insel der Scilly-Inseln im Vereinigten Königreich, der Tresco Heliport wurde aufgegeben. Das Hauptgeschäft liegt heute im Flugdienst zu den Offshore-Feldern.
Im August 2022 wurde BIH von Bristow Helicopters übernommen.

## Flotte
Die Hubschrauberflotte besteht aus zwei AgustaWestland AW139, drei Sikorsky S-61 und einen Eurocopter AS365.